# Интернациональное (Саратовская область)
Интернациональное — село в Краснокутском районе Саратовской области, административный центр Интернационального сельского поселения.
Население — 831 (2010)

## Физико-географическая характеристика
Село расположено в Низком Заволжье, в пределах Сыртовой равнины, относящейся к Восточно-Европейской равнине. Рельеф местности равнинный, практически плоский, имеет незначительный уклон к северу. Село окружено полями. Почвы тёмно-каштановые.
По автомобильным дорогам расстояние до районного центра города Красный Кут — 35 км, до областного центра города Саратов — 110 км.

## История
Предположительно основано в 1920-х как центральная усадьба совхоза (мясосовхоза) № 105. В период существования АССР немцев Поволжья село последовательно входило в состав Куккуского, Зельманского (с 1927 года) и Лизандергейского (с 1935 года) кантонов.
28 августа 1941 года был издан Указ Президиума ВС СССР о переселении немцев, проживающих в районах Поволжья. Немецкое население было депортировано. После ликвидации АССР немцев Поволжья совхоз № 105, как и другие населённые пункты Лизандергейского кантона, был включен в Саратовской области. В октябре 1942 года совхоз № 105 передан в состав Краснокутского района. На карте Краснокутского района Саратовской области 1957 года территория обозначена как земли совхоза «Красный Октябрь». В 1984 году посёлок центральной усадьбы совхоза «Красный Октябрь» переименован в село Интернациональное.

## Население
Динамика численности населения по годам:
| 1987 | 2002 |
| ---- | ---- |
| ≈750 | 868  |

| 2002 | 2010 |
| ---- | ---- |
| 869  | ↘831 |

Национальный состав
Согласно результатам переписи 2002 года большинство населения составляли казахи (57 %) и русские (31 %).